# Гришин Віталій Миколайович
Віталій Гришин (рос. Виталий Николаевич Гришин; нар. 9 вересня 1980, Москва, СРСР) — російський футболіст, лівий півзахисник.

## Клубна кар'єра

### «Динамо»
У 1997 році перейшов у дубль московського «Динамо». За три з половиною роки відіграв за нього 97 матчів і забив 5 м'ячів. 30 квітня 2000 року дебютував в основному складі клубу в матчі проти «Аланії», вийшовши на заміну на 90-ій хвилині хвилині замість Лакі Ізібора. Вперше в основному складі сплив 8 липня того ж року в матчі проти «Чорноморця», а перший м'яч забив 27 серпня в ворота «Крил Рад».
За Валерія Газзаєва грав на позиції опорного півзахисника, в подальшому - на позиції лівого хава.

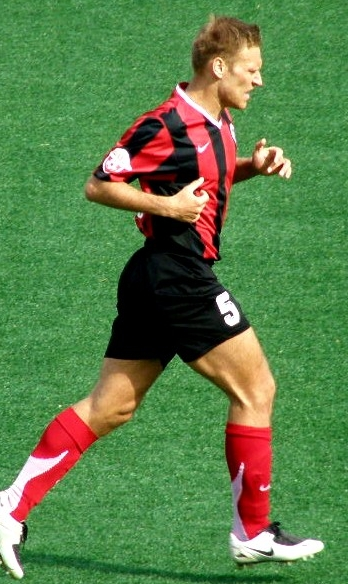
Віталій Гришин в складі «Амкара»
(12 квітня 2008 року)

У серпні 2002 року в матчі проти московського «Спартака» зламав ногу Дмитру Парфьонова, через що той пропустив більше року.

### «Ворскла» й «Хімки»
У сезоні 2003/04 років грав за полтавську «Ворсклу» в Українській Вищій Лізі. Дебютував за тполтавську команду 14 березня 2004 року у програному (0:1) виїзному поєдинку 16-го туру Прем'єр-ліги проти маріупольського «Іллічівця». Віталій вийшов на поле в стартовому складі, але вже на 39-ій хвилині його замінив Дмитро Семчук. Надовго в Полтаві не затримався й по завершенні сезону покинув розташування клубу й повернувся до Росії. Загалом у полтавському клубі зіграв 15 матчів. З серпня 2004 року по грудень 2005 року виступав за «Хімки» в першому російському дивізіоні.

### «Амкар»
З 2006 року виступав за пермський «Амкар». Перший матч провів 17 березня проти «Москви», а дебютний гол - 8 листопада проти «Спартака-Нальчик».
22 квітня 2006 року в матчі проти «Томі» забив гол за допомогою руки. Сергій Оборін після наради з Віталієм звернувся до судді і попросив скасувати гол.
Більшу частину кар'єри в клубі Віталій провів на позиції лівого півзахисника, проте в сезоні 2009 року новий тренер «Амкара» Димитр Димитров став використовувати Гришина зліва в обороні. Замінив його по ходу сезону Рашид Рахімов повернув його назад в середину поля, однак, з тих пір Віталій іноді грав у захисті.
Найвдалішим для гравця став другий етап Чемпіонату Росії 2011/12, в якому він за 14 матчів забив 4 м'ячі і віддав 2 гольові передачі. Це можна пов'язати з приходом в команду тренера Міодрага Божовича, якого Гришин вважає найкращим з тих, з ким він працював. Після настільки яскравої гри Віталій увійшов до трійки найкращих гравців клубу за версією вболівальників.

### Повернення в «Хімки»
30 червня 2013 року підписав контракт з «Хімками», відігравши за клуб один сезон у другому дивізіоні, завершив кар'єру гравця.

## Кар'єра тренера
Після завершення кар'єри гравця працює дитячим тренером у футбольній Академії «Динамо» (Москва) ім. Лева Яшина, що займається підготовкою юних футболістів для московського «Динамо».

## Цікаві факти
- Автор першого гола «Амкара» в Лізі Європи.
- Шанувальник російських метал-команд «Ария», «Кипелов», «Театр Тіней», «Епідемія»[6].
- В інтерв'ю журналу Total Football зізнався, що якби не футбол - став би шахістом[6].